# Pistolet CAT-9
Category 9 (CAT-9) – amerykański pistolet samopowtarzalny produkowany przez firmę Intratec Firearms. Broń skonstruował izraelski inżynier Nehemiah Sirkis. Jest to broń o niewielkich rozmiarach przeznaczona do ukrytego przenoszenia i samoobrony.
CAT-9 jest bronią samopowtarzalną, działającą na nietypowej dla strzelających tak silnym nabojem zasadzie odrzutu zamka swobodnego. Mechanizm spustowo-uderzeniowy iglicowy, z wyłącznym samonapinaniem (DAO). Pistolet nie posiada bezpiecznika nastawnego, ani zatrzasku zamka. Jedynym zewnętrznym manipulatorem jest przycisk zatrzasku magazynka. Pistolet zasilany jest z magazynków pudełkowych o pojemności 8 naboi, 9 może być bezpiecznie przenoszony w lufie. Broń nie posiada przyrządów celowniczych, celowanie ułatwia rowek znajdujący się na grzbiecie zamka.